# Mariä-Empfängnis-Kirche (Lublin)

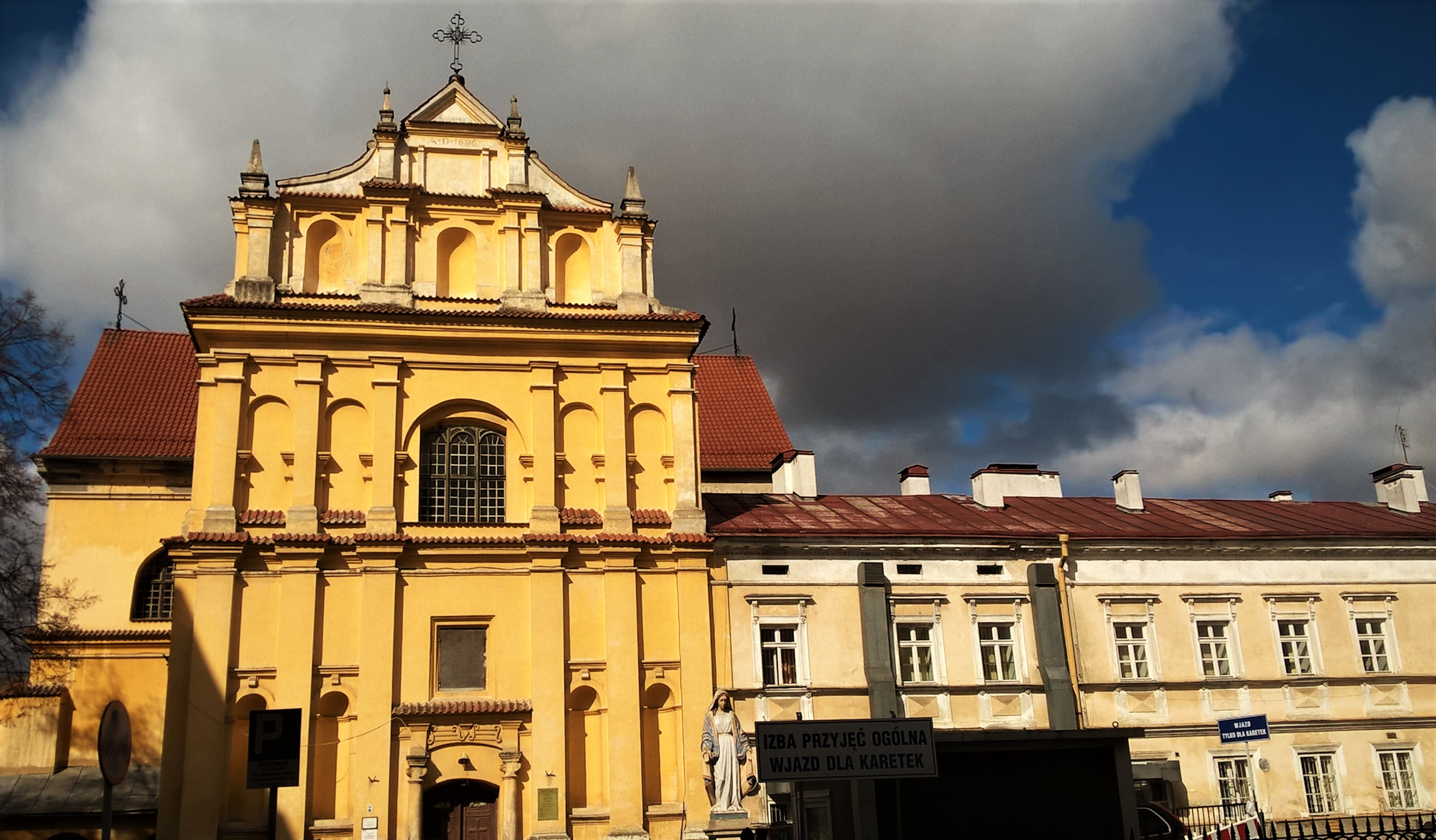
Mariä-Empfängnis-Kirche, Fassade und Klostergebäude

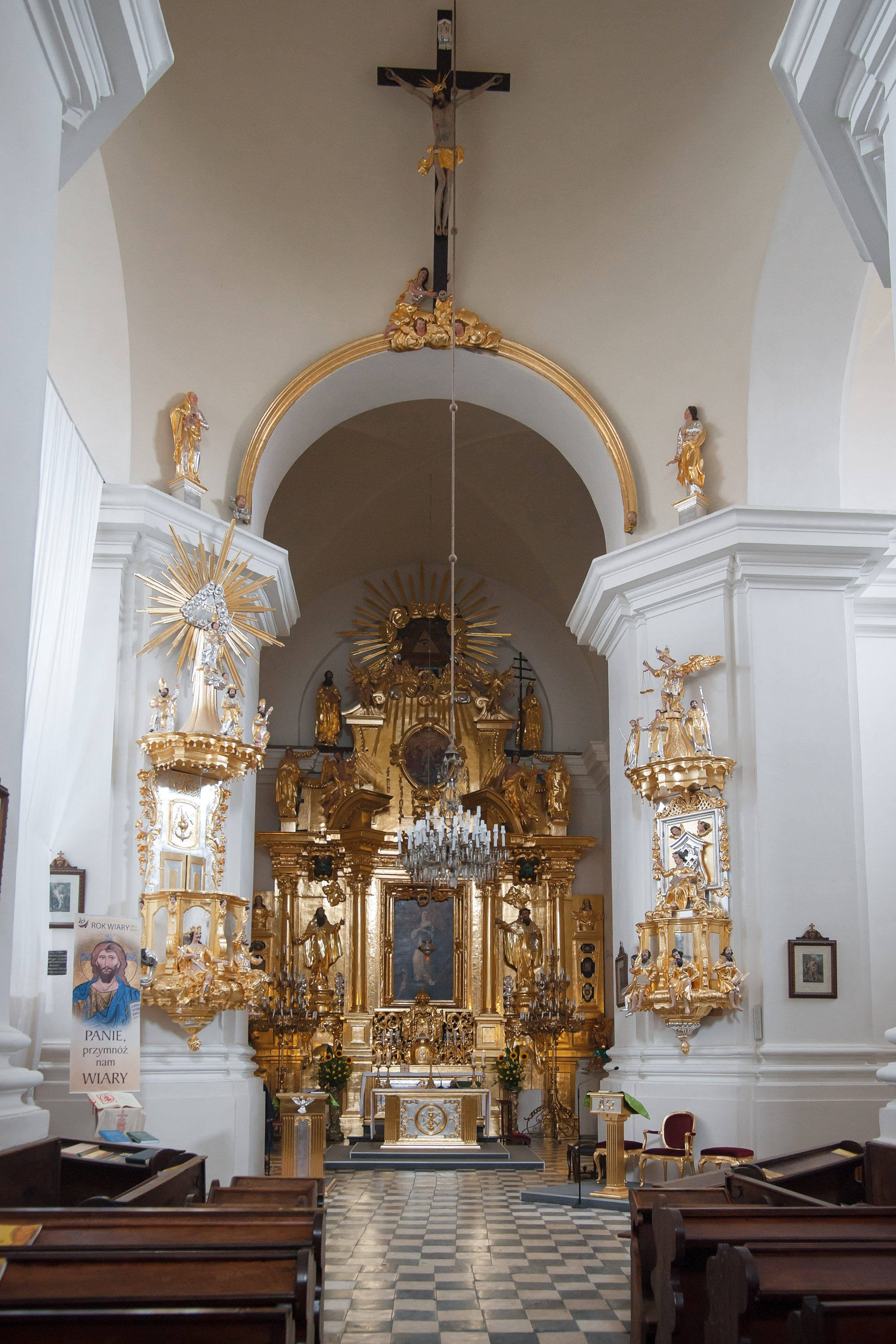
Altarraum

Die Mariä-Empfängnis-Kirche (polnisch Kościół rektoralny Niepokalanego Poczęcia Najświętszej Maryi Panny) in Lublin ist eine römisch-katholische Kirche westlich der Lubliner Altstadt.

## Geschichte
Die Kirche und das Kloster der Karmelitinnen wurde Anfang des 17. Jahrhunderts von Zofia Daniłłowiczowa gestiftet. Die Bauarbeiten begannen jedoch erst 1644 bzw. 1650. Die Kirche wurde erst 1721 von Feliks Sznawski geweiht. 1807 wurden auch die Karmelitinnen aus dem Kloster an der Josefskirche in das Kloster verlegt. Später wurde das Kloster als Spital benutzt. 1826 gingen die Kirche und das Kloster an die Genossenschaft der Töchter der christlichen Liebe vom heiligen Vinzenz von Paul, die im Kloster ebenfalls ein Spital und ein Waisenhaus betrieben. 1864 wurde die Ordensniederlassung in Lublin aufgelöst, und es blieben nur sechs Nonnen im Kloster.